# Delfino Codazzi
Delfino Codazzi (Lodi, 1824. március 7. – Pavia, 1873. július 21.) olasz matematikus.
1865-ben a Paviai Egyetem professzora lett. Tett néhány nagyon fontos felfedezést a differenciálgeometriai felszínek terén: megalkotta a Codazzi-egyenlet amit Mainardi-Codazzi egyenletként is ismerünk. Ismeretesek még a Gauss-Codazzi egyenletek.